# إيفيلين شارب (نسوية)
إيفيلين شارب (بالإنجليزية: Evelyn Sharp) (4 أغسطس 1869، لندن في المملكة المتحدة - 17 يونيو 1955، إيلنغ في المملكة المتحدة)؛ كاتِبة مُتخصِّصة في أدب الأطفال، صحفية، سفرجات وروائية بريطانية.